# New Deal (Verenigde Staten)
De Amerikaanse New Deal was een omvangrijk sociaal en economisch hervormingsprogramma van de Amerikaanse president Franklin Delano Roosevelt, ook wel bekend als FDR, om de Verenigde Staten uit het slop van de Grote Depressie te trekken. Er werd alom aangenomen dat de depressie veroorzaakt werd door de inherente instabiliteit van de markt en dat interventie door de overheid noodzakelijk was om de economie te rationaliseren en te stabiliseren. Roosevelt geloofde dat het de taak van de overheid was om het Amerikaanse volk bij te staan in economisch moeilijke tijden.

## Oorsprongen van de New Deal

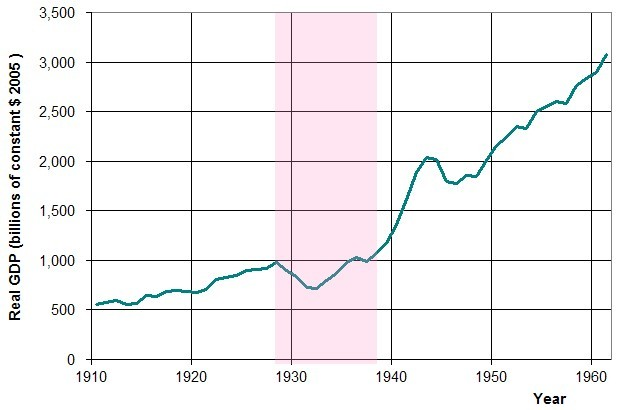
De ontwikkeling van de reële economische groei van de VS in de periode 1910-1960. In lichtroze de periode van de grote depressie (1929-1939)

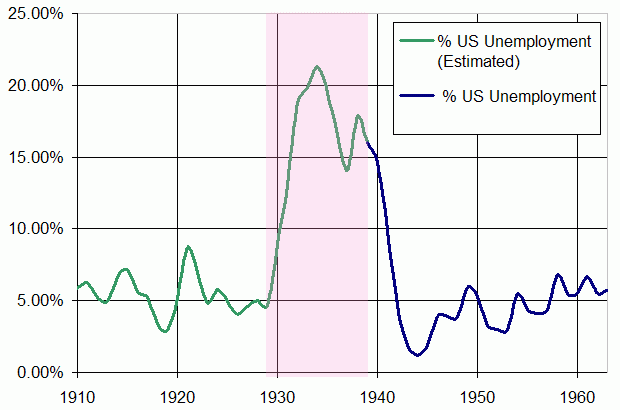
De Amerikaanse werkloosheid in de periode 1910–1960. De jaren 1929–1939 zijn in lichtroze aangegeven. Vanaf 1939 wordt de werkloosheid accuraat gemeten.

### Grote Depressie en het belang van de verkiezingen van 1932
Op 24 oktober 1929 luidde de crash van de Amerikaanse aandelenbeurs – sindsdien bekend als Zwarte donderdag – het begin van een wereldwijde financiële crisis in. In de periode 1929-1933 nam de werkloosheid in de Verenigde Staten toe van 3 procent van de beroepsbevolking tot ruim 25 procent. Tegelijkertijd liep de industriële productie terug met ruim een derde van het totaal.
In zijn acceptatietoespraak voor de Democratische presidentiële nominatie (2 juli 1932) beloofde Roosevelt "a new deal for the American People" ("een herschudden van de kaarten voor het Amerikaanse volk"). Deze zinsnede sloeg aan en is sindsdien altijd een motto geweest voor zijn regering en haar vele binnenlandse successen. Ondertussen probeerden andere overheden over de gehele wereld hun weg naar economisch herstel te vinden door het invoeren van restrictief, autarkisch beleid (hoge invoerbelastingen, invoerquota en handelsovereenkomsten) en door te experimenteren met nieuwe planning voor hun interne economieën. Het Verenigd Koninkrijk voerde verregaande maatregelen in ten behoeve van het ontwikkelen van een nationale planeconomie. In nazi-Duitsland werd economisch herstel gezocht in herbewapening, dienstplicht en publieke werken. In het Italië van Mussolini werden de economische teugels van zijn industriestaat strakker aangetrokken. Economische waarnemers in de gehele wereld zagen in het grootschalige programma van economische planning en staatseigendom van de Sovjet-Unie iets wat leek op een depressie-resistent economisch systeem en een oplossing voor de crisis in het kapitalisme.

### Oorsprongen van de New Deal
In tegenstelling tot vele wereldleiders in de jaren dertig, aanvaardde Roosevelt zijn nieuwe ambt zonder zich te binden aan één bepaalde ideologie of plan van aanpak aangaande de Depressie. Zijn "New Deal" zou vaak intern tegenstrijdig zijn, alsmede pragmatisch en experimenteel. Wat velen echter zagen als tegenstrijdigheid in de ideologie van de New Deal was in feite het aanwezig zijn van vele ideologieën, gebaseerd op programma's en ideeën die in de Amerikaanse politieke traditie allemaal al eens waren geprobeerd.
De New Deal, die sterk steunde op de ervaringen van zijn leiders, weerspiegelde de ideeën en werd beïnvloed door de programma's die Roosevelt en de meeste van zijn vroege medewerkers hadden opgedaan in hun politieke jeugd in het begin van het progressieve tijdperk (Progressive movement). Deze hadden ze opgedaan onder de regering-Wilson en tijdens hun loopbaan in het begin van de jaren twintig. Uit het progressieve tijdperk leenden de New Dealers het verzet uit dat tijdperk tegen monopolies en de tendens richting regulering door de overheid van de economie en werden ze beïnvloed door het verwerpen van oude ideeën over persoonlijke, morele gebreken als oorzaak van armoede in plaats van armoede als resultaat te zien van de combinatie van onpersoonlijke sociale en economische invloeden. Uit het tijdperk van de regering-Wilson stamden de ideeën over mobilisatie van de overheid, die gemodelleerd waren op de inspanningen van destijds om de economie te mobiliseren voor de Grote Oorlog. En uit de beleidsexperimenten uit de jaren twintig haalden de New Dealers hun inspiratie aangaande het harmoniseren van de economie door het opbouwen van samenwerkingsverbanden tussen de verschillende onderdelen van die economie.
De New Deal bestond uit vele verschillende pogingen om de Grote Depressie ten einde te brengen en de Amerikaanse economie te hervormen. De meeste van deze pogingen mislukten, maar er waren genoeg successen om de New Deal in de geschiedenisboeken bij te schrijven als de belangrijkste gebeurtenis in de twintigste eeuw in de opbouw van de moderne Amerikaanse samenleving.

## Eerste honderd dagen (Eerste New Deal)

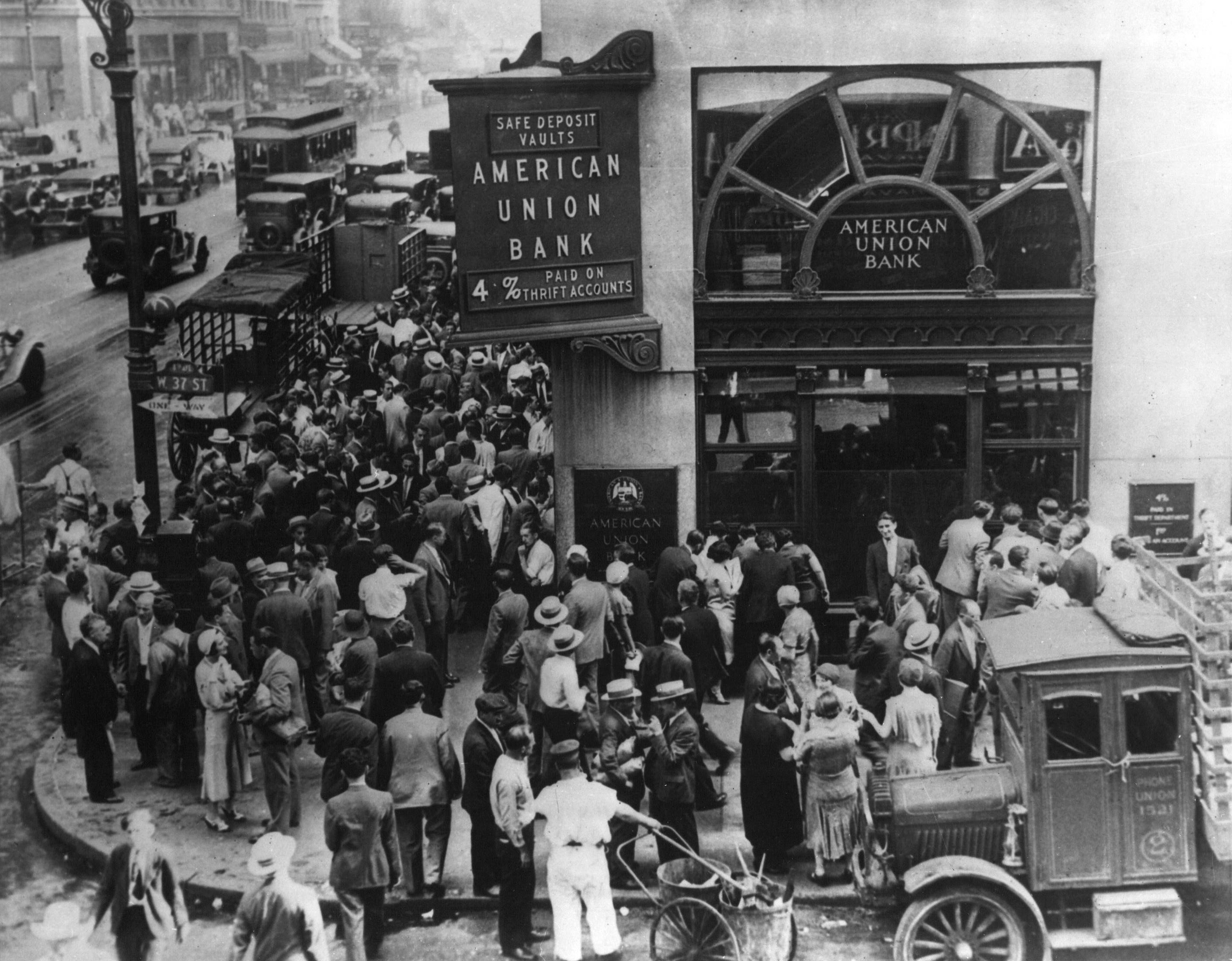
Amerikanen staan in de rij om hun geld van de bank te halen.

### "Banking holiday" en "Emergency Banking Act"
De wanhopige economische situatie in combinatie met de substantiële Democratische winsten in de verkiezingen van 1932 maakten dat Roosevelt uitzonderlijke invloed had over het Amerikaanse Congres gedurende de eerste maanden van zijn regering. Hij gebruikte deze invloed om snel een aantal uitzonderlijke maatregelen door te drukken om het wankelende banksysteem te stutten, de beurs te hervormen, de werklozen te hulp te komen en herstel van landbouw en industrie te bewerkstelligen. Met een dreigende crisis onder de banken en het Congres in een wanhopige stemming en bereid om alles te doen wat de nieuwe president maar voorstelde, had Roosevelt hard in kunnen grijpen door bijvoorbeeld tot nationalisatie van het bankwezen over te gaan. In plaats daarvan zette hij zich in om de bestaande financiële instellingen te ondersteunen en het vertrouwen in de economie nieuw leven in te blazen.
Op 6 maart 1933, twee dagen nadat hij zijn ambt aanvaardde, vaardigde hij een proclamatie uit waarin hij alle banken vier dagen sloot, totdat het Congres in speciale zitting bijeen kon komen. Normaal gesproken zou een dergelijke handeling enorme paniek veroorzaken. Maar in dit geval zorgde de actie voor enorme opluchting. Ten eerste hadden vele staten zelf de banken al voor de 6e maart gesloten. Ten tweede had Roosevelt er wijselijk (en eufemistisch) voor gekozen om de zaak een "bank holiday" (een "officiële vakantieperiode") te noemen. En ten derde, de onderneming toonde aan dat de regering aan het ingrijpen was om het alarmerende patroon van faillissementen onder de banken een halt toe te roepen.
Drie dagen later, op 9 maart, diende Roosevelt bij het Congres een wetsvoorstel in voor de Emergency Banking Act (de Noodwet voor het Bankwezen) – een vrij conservatieve regeling, voornamelijk opgesteld door mensen die nog onder de regering-Hoover gediend hadden, die voornamelijk bedoeld was om grotere banken ervoor te behoeden meegesleurd te worden met het ten onder gaan van de kleinere. De Noodwet bepaalde dat de Treasury Department (het Ministerie van Financiën van de Verenigde Staten) alle banken zou inspecteren voordat ze hun deuren weer zouden mogen openen en voorzag in overheidssteun van de Federale Overheid voor wankelende instellingen en in stevige reorganisaties van die instellingen die in de grootste nood verkeerden. Een verward en angstig Congres stemde binnen vier uur na indiening in met het voorstel. Driekwart van de banken in het Federal Reserve System openden binnen drie dagen hun deuren en ruim $1 miljard aan opgeslagen valuta en goud vloeiden terug in hun kluizen in de daaropvolgende maand. De onmiddellijke crisis in het bankwezen was ten einde.

### Economy Act
De morgen na het goedkeuren van de Emergency Banking Act stuurde Roosevelt zijn Economy Act naar het Congres. Dit wetsvoorstel was bedoeld om het publiek – en vooral ook de zakenwereld – ervan te overtuigen dat de Federale regering niet in handen was gevallen van één of andere radicaal. Het voorstel bestond uit het in balans brengen van de overheidsuitgaven door de salarissen van ambtenaren te verlagen en de pensioenen van veteranen met maximaal 15 procent te verlagen.
Mocht het voorstel niet aangenomen worden, zo waarschuwde Roosevelt, dan wachtte de Verenigde Staten een staatsschuld van $1 miljard. Het wetsvoorstel toonde duidelijk aan wat Roosevelt altijd had beweerd: dat hij op fiscaal gebied fundamenteel net zo conservatief was als zijn voorganger. En, evenals de Banking Act, vloog het voorstel door het Congres  – ondanks stevige protesten van een aantal progressieve leden.
Tot aan het einde van de Tweede Wereldoorlog bleven deze overheidssaneringen voortduren, tot een bepaald moment na de Tweede Wereldoorlog, waar men uiteindelijk toch koos voor een Keynesiaanse oplossing voor de depressie en begon aan een reusachtige 'deficit spending', zoals Keynes het voorzag. Hierop kwamen heel wat klassieke economen in het verzet, en Roosevelt bleef schipperen tussen de twee stellingen. Sterker nog, in de aanloop naar de presidentiële verkiezingen van 1932 had Roosevelt zijn tegenstander Herbert Hoover zwaar aangevallen op het feit dat deze een tekort opgebouwd had en hij had dan ook plechtig beloofd de boekhouding in orde te maken als hij zou winnen.

### Agricultural Adjustment Act (AAA)
De gevierde eerste honderd dagen van de regering-Roosevelt brachten ook een federaal programma voort om de Amerikaanse boeren te beschermen tegen de onzekerheden van de markt door middel van subsidies en productiebeperkingen: de Agricultural Adjustement Administration (Agricultural Adjustement Act). Deze werd in mei 1933 door het Congres goedgekeurd. De AAA was een afspiegeling van de wensen van de leiders van de verschillende boerenorganisaties en van Roosevelts minister van Landbouw, Henry A. Wallace.
Het relatieve inkomen van boerderijen was al decennia aan het zakken. De AAA behelsde onder meer aangepaste versies van lang beloofde programma's voor ondersteuning van boeren, die zij al decennia wilden hebben. De belangrijkste regeling binnen de AAA was de regeling voor de beperking van hoeveelheden gewassen – het "binnenlandse quota-systeem" van het voorstel, die bedoeld was om de prijzen van landbouwgoederen op te drijven. Onder dit systeem zouden producenten van zeven basisgoederen (maïs, katoen, zuivelgoederen, varkens, rijst, tabak en tarwe) productie-limieten instellen voor hun gewassen. De overheid zou dan, door de AAA, aan de boeren meedelen hoeveel ze moesten inzaaien en zou hen subsidies verstrekken als ze een deel van hun land niet gebruikten. Een voedsel-verwerkingsbelasting leverde het benodigde geld op voor de nieuwe uitgaven. Productieprijzen zouden tot aan pariteit gesubsidieerd worden.
Het meest controversiële deel van het anti-deflationaire quota toekenningssysteem was de vernietiging op grote schaal van bestaande gewassen en dieren om de overschotten terug te brengen. In een tijd waarin veel families leden aan ondervoeding en soms zelfs honger, was het een zware maatregel. Maar wel succesvol: het bruto-inkomen van boerderijen nam in de eerste drie jaar van de New Deal met 50 procent toe en de positie van boeren verbeterde voor het eerst in twintig jaar aanzienlijk.
De AAA was het eerste programma op zo'n enorme schaal ten behoeve van de slecht draaiende economie van het boerenland en het bracht een belangrijke en langdurige rol voor de federale overheid teweeg in de planning van de gehele landbouwsector van de economie.

### Andere initiatieven

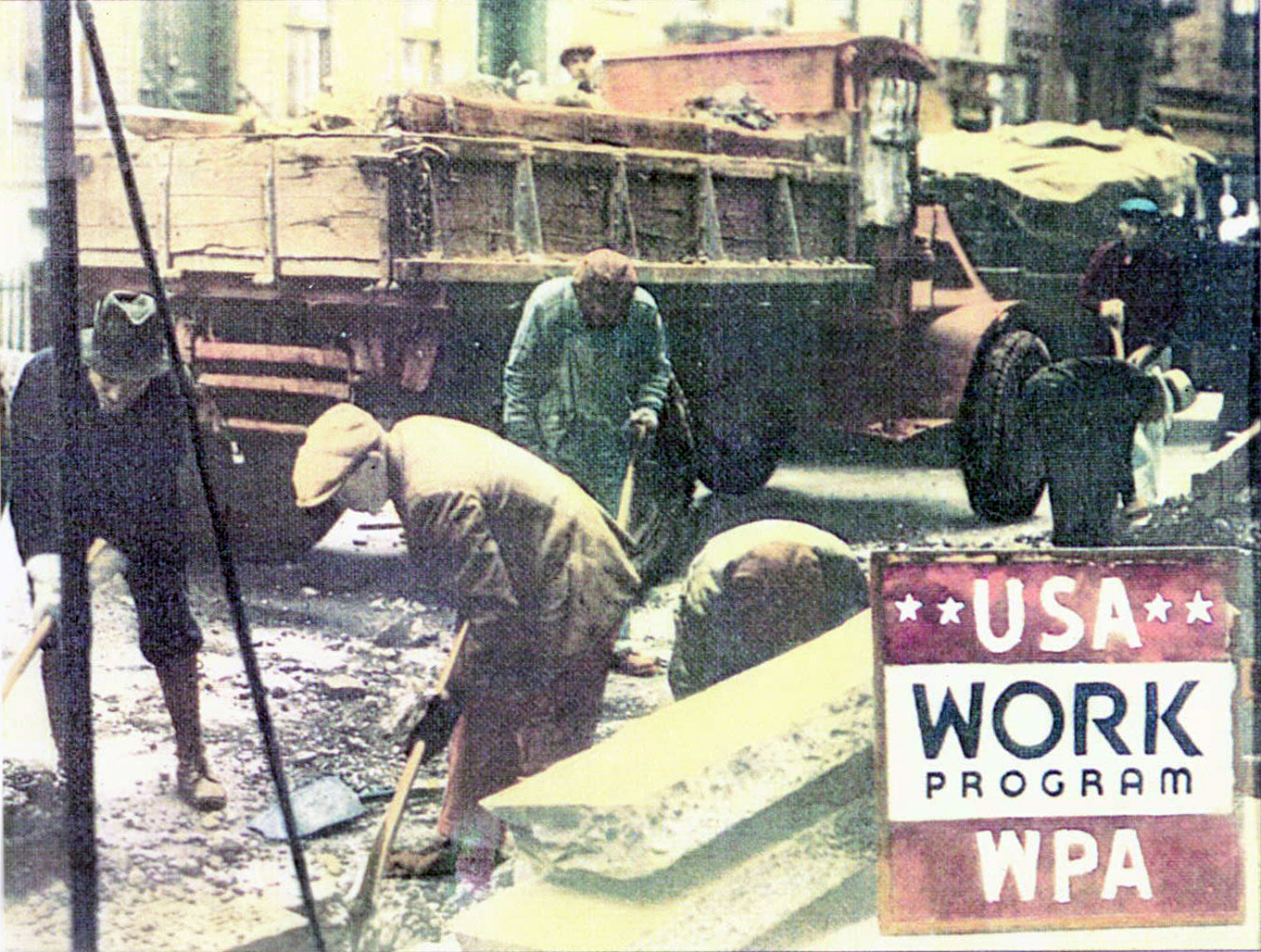
Poster van de PWA uit 1935

De eerste honderd dagen brachten ook het in het leven roepen van een nieuw federaal orgaan voor het houden van toezicht op de beurzen – de Securities and Exchange Commission (SEC) – en een hervorming van het systeem van banken, waaronder een systeem voor het verzekeren van tegoeden. Maar het meeste succes in het lenigen van de ellende van de Grote Depressie werd geboekt door een serie van noodmaatregelen ter ondersteuning van een aantal van de 15 miljoen werkloze Amerikanen, waaronder de Civilian Conservation Corps (CCC), de Civilian Works Administration (CWA) en de Federal Emergency Relief Administration (FERA). De vroege New Deal zette ook de Tennessee Valley Authority (TVA) op poten, een niet eerder vertoond experiment op het gebied van waterhuishouding, elektriciteitsvoorziening en regionale bestemmingsplanning.
Roosevelt ondernam in de eerste dagen van zijn presidentschap ook stappen om een van de grootste culturele schisma's van de jaren twintig ten einde te brengen door eerst een wetsvoorstel te ondersteunen en later te ondertekenen dat de productie en verkoop van bier legaliseerde – een interim-maatregel hangende het afschaffen van de Drooglegging, waarvoor een amendement aan de Amerikaanse grondwet nodig was. Dit 21e amendement werd in 1933 geratificeerd.

### National Industrial Recovery Act (NIRA)
Roosevelt realiseerde zich dat deze eerste handelingen niet meer waren dan lapmiddelen en dat meer veelomvattende overheidsprogramma's nodig waren. In de (ongeveer) drie jaar tussen de Grote Krach en Roosevelts Eerste Honderd Dagen had de economie te lijden onder een vicieuze cirkel van deflatie. Sinds 1931 had de Amerikaanse Kamer van Koophandel, toen en nu spreekbuis van de georganiseerde bedrijven van het land, er bij de regering-Hoover op aangedrongen een anti-deflationair systeem in te voeren waardoor handelsverenigingen samen zouden kunnen werken om de prijzen in hun industrieën te stabiliseren. Hoewel de bestaande anti-trustwetgeving dergelijke samenwerking duidelijk verbood, vonden de zakenlieden van de KvK toch een gewillig oor bij de regering-Roosevelt.
De regering-Roosevelt, die vol zat met hervormers die hoopten alle onderdelen van de samenleving aaneen te smeden tot een samenwerkend geheel (een reactie op het wereldwijde spook van "klassenstrijd"), was redelijk goed te porren voor het idee van samenwerking tussen producenten. Wanhopig op zoek naar redding eisten veel zakenlieden zelfs dat de regering dergelijke samenwerking op het gebied van prijzen en productie verplicht zou stellen. Maar de regering stond erop ook een aantal maatregelen te treffen om andere economische problemen op te lossen. Velen herinnerden zich tenslotte dat in de jaren twintig de lonen stegen met een fractie van de snelheid waarmee de productie toenam en dat de productiekosten toen zakten terwijl de lonen langzaam stegen en de prijzen gelijk bleven.
De regering-Roosevelt, die steeds meer onder druk kwam om iets aan de werkloosheid te doen en gealarmeerd was door de steeds militantere houding van de vakbonden en de politieke druk van radicale dissidente tegenstanders als Huey Long, Charles E. Coughlin en zelfs de Amerikaanse Communistische Partij, stond erop dat bedrijven erop toe moesten zien dat hun lonen evenredig toe zouden toenemen met hun prijzen. Tegen deze achtergrond was het product van al dit duwen en trekken – de National Industrial Recovery Act (NIRA) – de belangrijkste onderneming van de Eerste Honderd Dagen. De NIRA werd in juni 1933 door het Congres aangenomen.
De NIRA garandeerde aan werknemers het recht van "collectieve onderhandeling" en gaf een impuls aan de formatie van vakbonden
in de grote industrieën. En in antwoord op de roep uit het zakenleven om anti-deflationaire handelsovereenkomsten, voerde de NIRA de belangrijkste – maar uiteindelijk minst succesvolle – maatregel in: een nieuw, federaal orgaan met de naam National Recovery Administration (NRA), die probeerde de prijzen en lonen te stabiliseren door coöperatieve "gedragscode autoriteiten" waarin regering, werkgevers en werknemers zitting hadden.
Voor het geval de koopkracht achterbleef – en daarmee de initiatieven van de regering tenietdeed – riep de NIRA de Public Works Administration (PWA) in het leven: een enorm programma van uitgaven aan publieke werken met als doel de werkloosheid te bestrijden en bovendien om hard benodigde fondsen in de economie te pompen.
Het nieuwe programma werd bij zijn aanvang verwelkomd alsof het een mirakel was. En het had dan ook voor eenieder iets te bieden. Terwijl de werkgevers het prezen als een "nieuw tijdperk van samenwerking tussen overheid en bedrijfsleven", noemden vakbondsleiders het een "Magna Carta" voor de vakbonden.
Het hart van de NIRA was de National Recovery Administration (NRA), onder leiding van de flamboyante voormalig generaal en zakenman Hugh S. Johnson, die trachtte het publiek enthousiast te maken voor de NRA. Hij riep iedere zakelijke instelling in het land op om een "algemene code"-lapmiddel aan te nemen: een minimumloon van tussen de 20 en 40 cent per uur, een maximale werkweek van tussen de 35 en 40 uur en het afschaffen van kinderarbeid. Johnson en Roosevelt beweerden dat de "algemene code" de koopkracht zou verbeteren en de werkloosheid terug zou dringen. Sociale hervormers werden overtuigd door de afschaffing van de notoire, uitbuitende werkhuizen en de afschaffing van de kinderarbeid. Om enthousiasme voor de "algemene code" op te wekken, bedacht Johnson een symbool – de Blauwe Adelaar van de NRA, om trots ten toon te stellen in commerciële instellingen door werkgevers die de maatregelen van de "algemene code" hadden overgenomen. Blauwe Adelaar vlaggen, posters en stickers met de slogan "We Do Our Part" ("Wij Dragen Ons Steentje Bij") waren al snel door het hele land heen te bewonderen.
De massieve mobilisatie achter de NRA had praktische redenen: Johnson had buitengewone steun van het publiek en bedrijfsleven nodig om een voldoende sterke onderhandelingspositie te hebben om de codes met bedrijfsleven en werknemers te onderhandelen. Naarmate de campagne vorderde, moest Johnson verschillende codes uitonderhandelen met de leiders van 's lands grootste industrieën. De belangrijkste hiervan waren anti-deflationaire bodems voor de prijzen en lonen en afspraken aangaande het vasthouden van werkgelegenheid en productie. Hij had echter een zware dobber aan samenwerking; een bedrijf kon tenslotte dergelijke codes aan zijn laars lappen om een commercieel voordeel te bewerkstelligen. Voor de korte termijn werd genoeg steun gegenereerd in de belangrijke delen van de samenleving. Mede daardoor slaagde Johnson erin in korte tijd afspraken te maken met elke grote industrie in het land.
Deze en andere vroege initiatieven brachten brede, populaire steun teweeg voor de regering-Roosevelt en brachten de snelle afbraak van het financiële systeem tot staan. Ze brachten echter niet de Grote Depressie tot een eind, noch slaagden ze erin deze zelfs maar significant te lenigen.

## Tweede New Deal
Historici aan de linker- en rechterzijde van het politieke spectrum zijn over het algemeen niet enthousiast over Roosevelts tweede termijn. Aan de rechterkant zijn er al sinds de jaren dertig verwijten van een dictatuur van de uitvoerende macht. Sinds de jaren zestig hebben historici van de New Left daarentegen een serie gemiste kansen en inadequate antwoorden op problemen met de new Deal opgetekend, die volgens hen het kapitalisme van zichzelf hebben gered maar verder die mensen die ondersteuning nodig hadden totaal niet geholpen hebben – en in veel gevallen zelfs hun lot verergerd hebben door het missen van een historische kans. Echter, de liberale verworvenheden van de jaren dertig kunnen alleen begrepen worden in de context van de vaak limiterende, rigide beperkingen van de tijd waarin de New Deal werkzaam was. En bovendien was de New Deal niet alleen een product van haar liberale ondersteuners, maar ook van de tegendruk van haar conservatieve tegenstanders.
Hoewel Roosevelts herverkiezing door monsterzege in 1936 de Democraten in beide huizen van het Congres een ruime meerderheid bezorgde – wat leidde tot voorspellingen van grote, nieuwe successen door de medestanders van de president – kreeg de regering te maken met een lange rij tegenslagen. Ambitieuze hervormingsplannen strandden vaak in bureaucratische beperkingen, zoals het ontbreken van een overheidsbureaucratie met voldoende invloed en expertise om ze uit te voeren.
Politieke beperkingen werkten vaak verlammend, zowel in het Congres als bij het grote publiek waar conservatieve remmingen nog altijd sterk waren. Maar de meest formidabele tegenstander zou waarschijnlijk het Hooggerechtshof zijn. Bovendien doorkruisten verscheidene New Deal programma's conservatieve, constitutionele theorie; de NRA, de AAA en anderen werden teruggedraaid door het Hooggerechtshof dat gedomineerd werd door conservatieven met een sterk beperkende opvatting over de tussenstaatse handelsclausule van de Amerikaanse grondwet die de basis was van een groot deel van de New Deal wetgeving.
In de lente van 1935 stelde de regering, in antwoord op tegenslagen bij het Hof en een nieuwe scepsis in het Congres en de groeiende roep bij de bevolking om meer ingrijpende actie, een aantal nieuwe initiatieven voor (en ondersteunde die ook). De National Labor Relations Act (5 juli), ook bekend als de Wagner Act, herstelde en verstevigde de bescherming van collectieve onderhandeling van de oorspronkelijke (en nu niet langer toegestane) NIRA. Nieuwe hulpprogramma's, waarvan het prominentste de Works Progress Administration (WPA) was, creëerden honderdduizenden banen voor werklozen. Maar het belangrijkste succes van 1935 (en wellicht van de gehele New Deal) was de Social Security Act (14 augustus), die een systeem van oudedagspensioenen, arbeidsongeschiktheidsverzekeringen en uitkeringen voor beschermde groepen zoals afhankelijke kinderen en gehandicapten bewerkstelligde. Het bracht een raamwerk tot stand dat voor de rest van de eeuw vorm zou geven aan het Amerikaanse systeem van uitkeringen. De kinderarts Martha May Eliot speelde een sleutelrol bij het opstellen en uitvoeren van de wet.
Roosevelt, daarentegen, verzocht vanaf 1937 – aangevuurd door de successen van zijn eerste termijn – om autoriteit in de regering te consolideren op een manier die veel, machtige weerstand opriep. In het begin van dat jaar verzocht hij het Congres om het aantal Raadsleden van het Hooggerechtshof uit te breiden zodat hij leden kon benoemen die voorstanders waren van zijn ideeën en zo de ideologische balans in het Hof kon doen omslaan. In een bepaalde zin was het voorstel succesvol; twee van de zittende raadsleden liepen, vrijwel zeker naar aanleiding van dit dreigement, over en begonnen voor de New Deal programma's te stemmen bij beraadslagingen, waardoor er de facto een liberale meerderheid ontstond. Maar het "court packing plan", zoals het kwam te heten, veroorzaakte permanent politieke schade aan Roosevelt en werd uiteindelijk in juli door het Congres verworpen. Rond dezelfde tijd deed de regering een voorstel om de uitvoerende macht te reorganiseren op een manier die de presidentiële macht over de bureaucratie aanzienlijk uit zou breiden. Evenals het "court packing plan" ondervond de reorganisatie veel tegenstand van hen die een "Roosevelt-dictatuur" vreesden en werd het voorstel in het Congres verworpen. Een uitgeklede versie van het voorstel werd in 1939 uiteindelijk wel goedgekeurd.

## New Deal en "makelaarsstaat"

### Overheid, werk en bedrijfsarbitrage
Ondanks een schamele staat van dienst in het verlenen van hulp aan boeren die op de rand leefden en aan het zwarte deel van de bevolking (om er een paar te noemen) – dit in tegenstelling tot haar vaak genereuze instelling ten opzichte van bepaalde zakenbelangen – was het voornaamste effect van de New Deal om nieuwe belangengroepen op te wekken en te verstevigen en het hen mogelijk te maken effectiever te concurreren ten behoeve van de belanghebbenden door de regering te laten evolueren – zij het ad hoc en waarschijnlijk op een onbedoelde wijze – tot een arbiter bij de concurrentie tussen alle elementen van en klassen in de Amerikaanse samenleving. Een arbiter die optreedt als een kracht die, waar nodig, als tussenpersoon kan dienen om sommige groepen te helpen en de macht van andere in te perken. Tegen het eind van de jaren dertig ondervond het Amerikaanse zakenleven dat zij zich meer een meer moest meten met een almaar in invloed toenemende vakbeweging, die bezig was met massieve mobilisatie en soms militante actie; met een georganiseerde landbouweconomie, na decennia van boerenorganisatie en agitatie die dateerde van de boerenverenigingen en populaire opstanden van de negentiende eeuw; en met steeds mondigere consumenten. De New Deal bewerkstelligde dit door een serie instituten op te zetten die de rol van de overheid in het Amerikaanse leven drastisch en permanent uitbreidde. De overheid had zichzelf van nu af aan verplicht op zijn minst minimale steun te verlenen aan de armen en werklozen; om vakbonden te ondersteunen; om het bancaire systeem stabiel te houden; om huizen te bouwen voor lagere inkomens; om de financiële markten te reguleren; om landbouwproductie te subsidiëren; en om vele andere dingen te doen die eerder geen federale verantwoordelijkheden waren.
Met andere woorden, de grootste nalatenschap van de New Deal was dus waarschijnlijk om de federale overheid te doen verworden tot een verdediger van belangengroepen en een toezichthouder op de concurrentie tussen hen. Als resultaat van de New Deal werd het Amerikaanse politieke en economische leven aanzienlijk competitiever dan daarvoor, met arbeiders, boeren consumenten en anderen die nu de mogelijkheid hadden om hun eisen richting de regering te stellen op een manier die voorheen voorbehouden was aan het bedrijfsleven. Vandaar de veelvuldige beschrijving van de regering zoals die door de New Deal werd voortgebracht als een "makelaarsstaat", een staat die makelaar speelt tussen de concurrerende eisen van verschillende groepen.
De liberale aanname dat de New Deal een vijand was van de belangen van private onderneming zijn aan twijfel onderhevig. Tenslotte waren New Deal inspanningen vaak bedoeld om de positie van onafhankelijke ondernemers te verbeteren – met name hun zorgen over inflatie – zelfs, van tijd tot tijd, ten koste van de liberale hervormingsdoelen die sommige regeringsleden nastreefden. De New Deal deed ook weinig ten behoeve van de positie van een aantal voormalig benadeelde groeperingen en deed voor veel anderen zelfs helemaal niets – zoals zwarten, keuterboeren en de armen in de steden.
Aldus veranderde de New Deal niet op werkelijk radicale wijze het Amerikaanse kapitalisme. Met uitzondering van het gebied der arbeidsbetrekkingen was de macht van de zakenwereld in 1945 nog even ongebreideld en vrij van overheidsinvloeden als zij in 1933 geweest was. Maar de New Deal schiep wel de beginselen van de Amerikaanse verzorgingsstaat, door haar vele steunprogramma's en bovenal door het Social Security systeem. De conservatieve remmingen waarmee de New Dealers aan deze taak begonnen, zorgden ervoor dat het verzorgingssysteem gelimiteerd van omvang was. Zelfs de meest progressieve New Dealers waren huiverig voor grote, federale macht, uitgebreide uitkeringen en grootschalige uitbreidingen van de regering.

### "Makelaarsstaat" en ondergeschoven belangen
Deze "makelaarsstaat" zou echter veel minder invloed bieden aan die groepen die of te zwak waren om om steun te vragen of niet zichtbaar genoeg waren om brede, publieke steun op te wekken. Maar het legde wel de fundamenten om de "makelaarsstaat" in de toekomst uit te breiden, vooral door het werk van de volgende golf van liberale hervormingen – de Civil Rights Movement en de Great Society – om de ondergeschoven belangengroepen op te nemen in de New Deal coalitie, met name raciale en etnische minderheden.
De meest aanzienlijke groep die in de makelaarsstaat veel minder invloed verkreeg, was de zwarte bevolking. De regering-Roosevelt zag de Amerikaanse zwarten niet als een potente belangengroepering die in staat was om de discriminatoire krachten die tegen hen gericht waren, het hoofd te bieden. Hoewel de regering-Roosevelt – in tegenstelling tot de regering van de vorige Democratische president Woodrow Wilson – niets deed om de positie van zwarten in de samenleving te verslechteren, deed deze regering ook vrijwel niets om die positie te verbeteren.
Wel moet deze regering nagegeven worden dat Roosevelt een ongekend aantal zwarten op tweede-niveau posten in de regering opnam, wellicht op aandringen van zijn vrouw Eleanor, een uitgesproken voorstander van het terugdringen van de discriminatie. En zwarte Amerikanen hadden wel significant – maar gelimiteerd – profijt van de New Deal hulpprogramma's. Dit vooral door de inspanningen van Harold Ickes, die trachtte erop toe te zien dat dergelijke programma's zwarten niet buiten sloten. Het resultaat was dat bij de verkiezingen van 1936 de overgrote meerderheid van de zwarten op de Democraten stemden; dit in tegenstelling tot 1932, slechts vier jaar eerder, toen de overgrote meerderheid op de Republikeinen stemden. De New Deal schiep aldus een politieke alliantie tussen de zwarte bevolking en de Democratische Partij die tot op de dag van vandaag stand houdt.
Maar Roosevelt, die de zwarten niet als een kritieke belangengroep zag, vond dat er veel belangrijker zaken waren dan discriminatie naar huidskleur. Onwillig als hij was om de steun van de Zuidelijke Democraten te verliezen, bedankte hij voor de eer om wetgeving te ondersteunen die het lynchen illegaal maakte, terwijl hij – wellicht hypocriet – het lynchen in een aantal speeches scherp veroordeelde. Ook koos hij ervoor om de stembusbelasting (een financiële maatregel in het Zuiden die zwarten ervan weerhield te stemmen) niet illegaal te maken. Afgezien daarvan weigerde hij ook om de hulporganisaties te gebruiken om lokale discriminatoire gewoonten te doorbreken; de NRA tolereerde vaak dat zwarten minder betaald kregen dan blanken; zwarten werden vaak uitgesloten van banen bij de TVA; de FHA weigerde om hypotheken te verlenen aan zwarten die in blanke wijken wilden gaan wonen; en de AAA was ineffectief bij het opkomen voor de belangen van zwarte keuterboeren en leenboeren.

## New Deal en economische wederopleving

### Verergerende Depressie
John Maynard Keynes bedacht een term – "de paradox van de zuinigheid" – om het erger worden van de Grote Depressie na 1929 te beschrijven. De paradox van de zuinigheid geeft aan dat wanneer mensen besluiten om meer te sparen, dit er de oorzaak van kan zijn dat ze uiteindelijk minder besparen. Het toegenomen spaargeld (wat een reductie van uitgaven betekent) ten gevolge van de paniek na de beurscrash in 1929 verzadigde de markt en leidde zo tot deflatie van de prijzen, waardoor de Grote Depressie maar bleef voortduren. Toen mensen besloten om meer te sparen (en minder uit te geven), reageerden de bedrijven door de productie terug te schroeven en mensen te ontslaan. Bedrijven, die zelf ook hun investeringsuitgaven terugbrachten omdat zij de toekomst ook somber in zagen, droegen ook hun steentje bij in de reductie van de totale uitgaven en zetten daarmee een gevaarlijke cyclus in gang: minder investeringen, minder banen, minder consumptie en dus minder redenen voor bedrijven om te investeren. De lagere, totale uitgaven in de economie droegen bij aan een val van het algemene inkomen tot ver onder het niveau van volledige inzet van de gehele beroepsbevolking. De economie had zo wellicht perfecte balans kunnen bereiken, maar de prijs was wel hoge werkloosheid en grote sociale misère. Onder de lage inkomens zakte het niveau van de gespaarde tegoeden door de hoge werkloosheid en toenemende prijzen tot ver onder het niveau van voor de Grote Depressie – vandaar, de paradox van de zuinigheid. Het resultaat was dat economen steeds vaker de overheid opriepen om de pijn geheel te vermijden door het wegvallen van de uitgaven op te vangen met eigen uitgaven.

### New Deal en Keynesiaanse economie
In het begin van de jaren dertig voerde Keynes – voordat hij zijn grote werk The General Theory of Employment, Interest and Money schreef – sterk campagne om publieke werkenprogramma's en begrotingstekorten te gebruiken als een methode om de Britse economie uit de Depressie te trekken. Hoewel Keynes in zijn General Theory nooit spreekt over fiscaal beleid en in plaats daarvan uitweidt over de noodzaak investeringen een socialer karakter te geven, leidde Keynes een meer theoretische revolutie in dan een beleidsrevolutie. Keynes' basisidee was simpel: om mensen voltijds aan het werk te houden moet de overheid in tijden van economische recessie begrotingstekorten opbouwen omdat de private sector niet genoeg investeert. Veel politici snapten het idee echter niet.
Terwijl de Depressie voortduurde probeerde Roosevelt publieke werken, agrarische subsidies en vele andere middelen om de economie een nieuwe impuls te geven, maar hij gaf nooit geheel zijn pogingen op om het overheidsbudget in balans te houden. Het resultaat daarvan was dat de werkloosheid gedurende de jaren van de New Deal hoog bleef; consumptie, investering, netto export – de fundamenten van economische groei – bleven laag. Door fiscaal beleid te voeren kon de regering echter de benodigde toename van uitgaven stimuleren door de belastingen te verlagen, de overheidsuitgaven op te voeren en het inkomen van particulieren op te vijzelen. Als het individueel inkomen toenam, zouden mensen meer gaan uitgeven. Als mensen meer zouden gaan uitgeven, zou het voortgaande proces het overnemen en het effect op initiële uitgaven doen expanderen. Expansionair fiscaal beleid behelst dus het terugbrengen van belastingen of het opvoeren van overheidsuitgaven om cyclische werkloosheid en lage groei gedurende een recessie tegen te gaan.
Keynes' bezoek aan het Witte Huis in 1934 om Roosevelt te bewegen meer tekort op te bouwen door uitgaven was een debacle. Een verbijsterde en overweldigde Roosevelt beklaagde zich bij minister voor Werkgelegenheid Francis Perkins met de woorden "Hij heeft hier een hele cijferbrij achtergelaten... hij is vast een wiskundige en niet een politiek econoom". Keynes, al even gefrustreerd door het verloop van de ontmoeting, vertelde minister Perkins later dat hij ervan uitgegaan was dat "...de President meer geletterd zou zijn, op economisch vlak".

### Recessie van 1937 en herstel
Maar Keynes zou wellicht eerherstel krijgen. De regering-Roosevelt kreeg zware kritiek te verduren tijdens Roosevelts tweede termijn toen een nieuw dal in de Grote Depressie intrad in de herfst van 1937 en het grootste gedeelte van 1938 bleef voortduren. Het was, uiteindelijk, het resultaat van de te vroeg ondernomen pogingen van de regering om het budget in balans te brengen door overheidsuitgaven terug te brengen. De regering reageerde hierop met een retorische campagne tegen monopolistische handelsmacht, die werd voorgesteld als de oorzaak van de nieuwe dip in de economie. De president stelde een agressieve, nieuwe leiding aan van de antitrustdivisie van het ministerie van Justitie, maar deze inspanning ging verloren toen de Tweede Wereldoorlog uitbrak – dat was tenslotte een belangrijkere zaak.
Maar het andere antwoord van de regering op het erger worden van de Grote Depressie in 1937 had meer tastbare uitwerking. Roosevelt negeerde de acerbische smeekbeden van het ministerie van Financiën en ging in op de druk van de volgelingen van Keynes en anderen in zijn regering – en gaf met tegenzin zijn pogingen op om het budget in balans te houden en lanceerde een uitgavenprogramma van $5 miljard in de lente van 1938 om de algemene koopkracht te laten toenemen. In 1938 omarmde Roosevelt aldus het enige, nieuwe idee dat hij nog niet geprobeerd had – een programma dat hem voorgesteld was door die "verwonderlijke", Britse "mathemaat". Hoewel weinig Amerikanen enig besef hadden van Keynes, de econoom wiens theorieën spoedig het economische denken over heel de wereld zouden veranderen, bemerkten ze toch langzaam maar zeker het effect van het uitgavenprogramma van 1938. Roosevelt legde zijn programma uit tijdens een interview "bij de open haard" waarin hij uitlegde dat het aan de overheid was om "een economisch herstel te forceren" door "toevoegingen te doen aan de koopkracht van de natie". Deze omslag in beleid was een enorm resultaat dat veel deed voor de legitimiteit van Keynesiaanse economie. Hoewel de New Dealers het destijds niet beseften, had de regering meegeholpen een basis te leggen voor nieuwe vormen van fiscaal beleid die in de eerste jaren na de oorlog de overheid een aantal belangrijke hulpmiddelen zouden bieden om economische groei te stimuleren en te reguleren.

### Tweede Wereldoorlog en einde van de Grote Depressie
Het was echter pas toen de Verenigde Staten deel ging nemen in de Tweede Wereldoorlog dat Roosevelt de ideeën van Keynes op een voldoende grote schaal ging toepassen om het land uit de Grote Depressie te trekken; Roosevelt had nu tenslotte weinig keus. Zelfs de bijzondere omstandigheden van de oorlogsmobilisatie in acht nemend, leek het systeem precies zo te werken als Keynes voorspeld had en werden zelfs vele Republikeinen overtuigd. Toen de Tweede Wereldoorlog de Grote Depressie tot een einde bracht, hadden overheidsuitgaven de zakenwereld versterkt. In 1929 waren de overheidsuitgaven slechts 3 procent van het bruto nationaal product. Tussen 1933 en 1939 verdrievoudigden de overheidsuitgaven en kreeg Roosevelt van zijn critici de wind van voren omdat hij van de Verenigde Staten een socialistische staat aan het maken was. De uitgaven aan de New Deal waren echter veel lager dan aan de oorlogsinspanning. In het eerste vredesjaar 1946 waren de overheidsuitgaven nog altijd $62 miljard, zo'n 30 procent van het BNP. Kortom, de overheidsuitgaven stegen tussen 1929 en 1945 van zo'n 3 procent tot zo'n derde van het BNP. De grote verrassing was de enorme toename van de productiviteit van de Verenigde Staten: de uitgaven hadden de financiële schade van de depressie geheeld. Tussen 1939 en 1944 (de piek van de oorlogsproductie) verdubbelde de industriële productie bijna. Als gevolg daarvan kelderde de werkloosheid – van 14 procent in 1940 tot minder dan 2 procent in 1943, terwijl de beroepsbevolking met tien miljoen toenam. De oorlogseconomie was niet bepaald een triomf van vrij ondernemerschap maar van samenwerking tussen overheid en bedrijfsleven, waarbij de overheid het bedrijfsleven van financiële middelen voorzag. regolf. 
Het was de Tweede Wereldoorlog en niet de New Deal die uiteindelijk de Grote Depressie tot staan bracht. En de New Deal wijzigde ook niet fundamenteel de balans van de macht in het Amerikaanse kapitalisme; en het effect ervan op de verdeling van de middelen onder de bevolking was ook minimaal.

## Nalatenschap van de New Deal
Hoewel de New Deal de depressie niet ten einde bracht, wordt door veel economen aangenomen dat de New Deal al met al wel hielp te verhinderen dat de economie verder inzakte door de regulerende rol van de federale overheid uit te breiden op een manier die goed bleek te zijn voor de voormalig zwakke delen van de economie: de beurs, het bancaire systeem en andere. Ze bracht ook een politieke coalitie voort die de Democraten tot ruim een generatie na de New Deal de grootste partij in de landelijke politiek maakte. En bij wijze van het leggen van de fundamenten voor het naoorlogse tijdperk, hielpen Roosevelt en de New Deal ook de algehele macht van de federale overheid uit te breiden. Roosevelt legde ook het zwaartepunt van de federale macht bij de president van de Verenigde Staten. En hij rolde een grote batterij aan beschermende maatregelen (later bekend als New Deal liberalisme) uit die verschillende groepen burgers – werknemers, boeren en anderen – die onder de crisis te lijden hadden, in staat stelden de macht van de corporaties te weerstaan en die een bron van inspiratie en controverse zouden blijven in de daaropvolgende decennia en die mede vorm zouden geven aan de latere, grote experimenten in liberale hervormingen, de Civil Rights Movement en de Great Society van de jaren zestig.

## Lijst van programma's onder de New Deal
De New Deal bestond uit talloze programma's (door de critici een "alfabet soepje" genoemd). Onder de New Deal-wetgeving waren de volgende, waarvan de meeste uit de Eerste Honderd Dagen van Roosevelts regering stammen:
- United States Bank Holiday, 1933: Alle banken werden gesloten totdat zij door federale toezichthouders gecertificeerd werden.
- Afschaffing van de goudstandaard, 1933: Hierdoor kon meer geld uitgegeven worden en een milde inflatie opgewekt worden.
- Civilian Conservation Corps (CCC), 1933: Jonge volwassenen werden aangetrokken om ongeschoold werk te verrichten voor de federale overheid.
- Tennessee Valley Authority (TVA), 1933: Een overheidsprogramma waaronder een serie dammen werden gebouwd in de rivier de Tennessee.
- Federal Emergency Relief Administration (FERA), 1933: Voorzag in gaarkeukens, broodrijen en andere, directe steun voor werklozen.
- Agricultural Adjustment Act (AAA), 1933: Betaalde boeren om niets te produceren.
- National Recovery Act (NRA), 1933: Schiep eerlijke omstandigheden ten behoeve van vakbonden.
- Civil Works Administration
- Public Works Administration (PWA), 1933: Trok geschoolde arbeidskrachten van middelbare leeftijd aan om aan publieke werken te werken, ten koste van $4 miljard.
- Federal Deposit Insurance Corporation (FDIC)/Glass-Steagall Act: Verplicht alle banken om bepaalde hoeveelheden fondsen in cash te bezitten, om het algemene vertrouwen in banken terug te winnen.
- Securities Act of 1933: Riep de Securities and Exchange Commission (SEC) in het leven en codificeerde regels voor de koop en verkoop van aandelen en verplichtte de accurate openbaarmaking van risicovolle investeringen.
- Indian Reorganization Act, 1934.
- Social Security Act (SSA), 1935: Voorzag in financiële ondersteuning van ouderen, gehandicapten, criminelen en werklozen; werd betaald uit inhoudingen van de loonstrookjes.
- Works Progress Administration (WPA), 1935: Een herhaling van de PWA die nuttig werk creëerde voor geschoolde arbeiders, o.a. via het Federal Art Project (FAP) voor kunstenaars.
- National Labor Relations Act (NLRA)/Wagner Act, 1935: Garandeerde het recht op het vormen van vakbonden.
- Judiciary Act, 1937: Roosevelt vroeg om macht om een nieuwe Raadsheer aan te wijzen in het Hooggerechtshof voor iedere raadsheer die 70 of ouder was; werd verworpen.
- Fair Labor Standards Act (FLSA), 1938: Voerde een maximale werkweek van 40 uur in en een minimumloon van 40 cent per uur.